# Maria Taferl
Maria Taferl je trgovišna općina (njem. Marktgemeinde) u kotaru Melk u austrijskoj saveznoj državi Donjoj Austriji. To je slikovito naselje na brdu 233 m iznad Dunava osobito poznato po bazilici Gospe Žalosne, jednom od najznačajnijih marijanskih svetišta u Donjoj Austriji i poslije Mariazella, austrijskoga nacionalnog marijanskog svetišta, drugo najveće marijansko hodočastilište u Austriji.

## Zemljopis
Trgovište Maria Taferl nalazi se na brdu iznad susjedne trgovišne općine Marbach an der Donau u području dijela toka Dunava zvanom Nibelungengau. Maria Taferl prostire se na 12,19 četvornih kilometara, od kojih su 47,48 posto površine šume. Mjesna se tržnica nalazi na tzv. brijegu Taferl (njem. Taferlberg), dok su ostali dijelovi naselja rasprostranjeni po okolnim brdima. S južne strane je izdaleka vidljiva poznata hodočasnička bazilika, koju rado posjećuju mnogi vjernici i izletnici.

### Mjesta u sastavu općine
Području općine Maria Taferl pripada sljedećih osam naselja (u zagradama je broj stanovnika od 1. siječnja 2022.):
- Hilmanger (84)
- Maria Taferl (286)
- Obererla (153) s naseljem Hilmanger
- Oberthalheim (72)
- Reitern (133)
- Untererla (82)
- Unterthalheim (114) s naseljem Ziegelstadl
- Wimm (18)

Općinu čine katastarske općine Maria Taferl, Obererla, Oberthalheim, Reitern, Untererla, Unterthalheim i Wimm.

### Susjedne općine
| Münichreith-Laimbach |                 | Artstetten-Pöbring |
|                      | Susjedne općine |                    |
| Marbach an der Donau |                 | Klein-Pöchlarn     |

## Povijest
O ranoj se povijesti naselja i danas se malo zna. Oko 200. godine pr. Kr. trinaest se keltskih plemena pod vodstvom Norika ujedinilo u tzv. Noričko Kraljevstvo (lat. Regnum Noricum), koje se protezalo sve do sjeverne obale Dunava. Taj prvi poznati politički entitet na području današnje Austrije u 1. je stoljeću postao provincijom Rimskoga Carstva i bio dijelom dunavskog limesa, graničnoga rimskog obrambenog sustava utvrda.
U srednjem vijeku, u doba Babenbergovaca, područje oko današnjega naselja Maria Taferl pripadalo je pograničnom području Ostarrîchi na istoku Bavarskoga Vojvodstva, a kasnije je bilo pod vlašću Habsburgovaca. 
Potom je to područje dugo pripadalo plemićkoj obitelji Weißenberg, čije je sjedište bilo u susjednoj općini Münichreith. Pretpostavlja se da su pojedini dijelovi današnje općine Maria Taferl bili osnovani i naseljeni već u srednjem vijeku. Prvi povijesni zapisi spominju narodne predaje o čudesnim ozdravljenjima još prije početka gradnje crkve Gospe Žalosne sredinom 17. stoljeća.

## Kultura i znamenitosti
Popis zaštićenih spomenika kulture u općini Maria Taferl
- Župna i hodočasnička bazilika Gospe Žalosne
- Župni dvor (njem. Kuratenhaus)
- Nacionalni spomenik poginulim vojnicima u Prvom i Drugom svjetskom ratu
- Osnovnoškolski muzej (njem. Volksschulmuseum)
- Mehaničke jaslice (njem. Mechanische Krippe), elektromehaničke jaslice čijih je tristotinjak pokretnih figura smješteno u različite prizore iz povijesti i gradnje bazilike Gospe Žalosne, Isusova rođenja i djetinjstva te prizore iz svakodnevnog života seoskoga stanovništva (mlinari, pastiri, rad u polju, stočarstvo, prijevoz drva i sl.).[9] Jaslice je 1892. izradio Leopold Steindl, bravar iz mjesta Purgstall an der Erlauf, a restaurirane su 2011. godine.[10][11]
- Panorama Alpa (njem. Alpenpanorama) također je elektromehaničko umjetničko djelo Leopolda Steindla,[10] koje u dvije vitrine prikazuje alpske krajolike s pokretnim figurama u prizorima iz svakodnevnoga života i aktivnosti ljudi na prijelazu 19. u 20. stoljeće.[12] Prije nego što je ta panorama 1949. godine trajno smještena u centar naselja Maria Taferl, često se mogla vidjeti na raznim sajmovima i proštenjima.[13][11]

## Vanjske poveznice

### Sestrinski projekti
|  | Zajednički poslužitelj ima još gradiva o temi Maria Taferl |

### Mrežna mjesta
- Marktgemeinde Maria Taferl, službene mrežne stranice (njem.)
- Austria-Forum / AEIOU: Maria Taferl (njem.)
- Statistik Austria: 31532 – Maria Taferl, podatci o općini Maria Taferl (njem.)